# 埃斯佩魯米約克山
13°11′41″S 72°13′21″W / 13.19472°S 72.22250°W
埃斯佩魯米約克山（Qhispi Rumiyuq），是秘魯的山峰，位於該國南部庫斯科大區，由烏魯班巴省的奧揚泰坦博區負責管轄，屬於安地斯山脈的一部分，海拔高度4,600米。